# Tanjung Sena
Tanjung Sena is een bestuurslaag in het regentschap Deli Serdang van de provincie Noord-Sumatra, Indonesië. Tanjung Sena telt 598 inwoners (volkstelling 2010).